# 山梨県立富士ビジターセンター
山梨県立富士ビジターセンター（やまなしけんりつふじビジターセンター）は山梨県南都留郡富士河口湖町にある、富士山の自然・歴史・文化を扱った山梨県営の科学展示館である。富士山五合目へ通じる有料道路富士スバルライン入り口付近の剣丸尾（けんまるび）と呼ばれる富士山溶岩流の末端付近に立地する。
施設は鉄筋コンクリート2階建。近年の海外からの観光客の増加に伴い山梨県によって英語、中国語、韓国語による観光客への対応が行われている。また、富士山の世界遺産登録推進期間中は山梨県の準備室が館内に設置され、2016年6月22日に既存の富士ビジターセンターを北館（入館無料）、増築された新館を南館（入館有料）とし、山梨県立富士山世界遺産センターとしてリニューアルオープンしている。

## 沿革
- 1998年7月28日オープン

## 展示

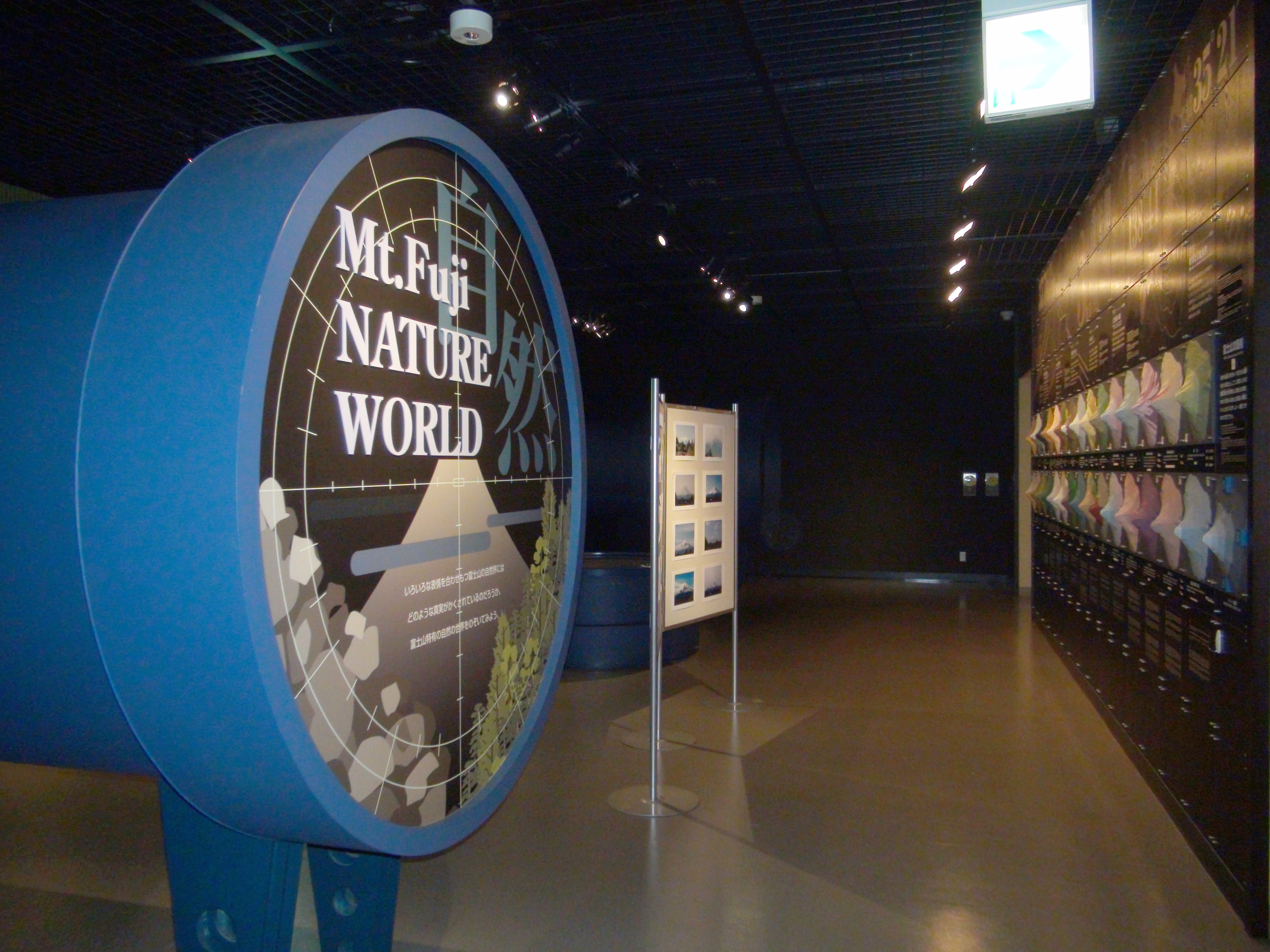
自然コーナー

- インフォメーション
- マルチスクリーン
- 登山コーナー
- 自然コーナー
- 文化コーナー
- ショップ
- イベントスペース
- 研修室
- レストラン
- 二階展望広場
- 広場・屋外ステージ
- 自然観察園

## アクセス

### 所在地等
- 〒401-0301　山梨県南都留郡富士河口湖町船津6663-1

### 交通
- 中央自動車道河口湖インターチェンジから西へ約300メートル
- 駐車場:自家用車100台、大型バス6台

## 近隣施設
- 富士急ハイランド